# Ingeborg Arvola
Ingeborg Arvola, född 7 juli 1974, är en norsk författare. Hon har belönats med både Cappelenpriset och Bragepriset.
Arvola debuterade 1999 med romanen Korellhuset. Hon har sedan dess gett ut novellsamlingarna Livet i et skilpaddeskall og andre noveller och Monsterrytter. Hon har även gett ut romanerna Straffe, Forsiktig glass och 40 postkort. 2004 tilldelades hon Cappelenpriset.
Arvola har även författat barnlitteratur och har gett ut bilderböckerna Blod, snørr og tårer och Ingen dager uten regn, för vilken hon tilldelades Havmannpriset 2009.
Romanen Kniven i elden kom 2022. För denna bok fick Arvola Bragepriset 2022 och blev nominerad till Nordiska rådets litteraturpris 2023.